# Henry Gawlick
Henry Gawlick (* 25. Juli 1958 in Dömitz) ist ein deutscher Kunsthistoriker. Er ist Direktor des Museums für Alltagskultur der Griesen Gegend und Alte Synagoge in Hagenow im Landkreis Ludwigslust-Parchim.

## Leben
Henry Gawlick wuchs in Neustadt-Glewe auf und besuchte die EOS in Ludwigslust, an der er das Abitur ablegte. Von 1979 bis 1982 absolvierte er ein Kunst- und Geschichtsstudium an der Universität Leipzig. Nach einer vierjährigen Tätigkeit als Zirkelleiter für Volkskunst in Stavenhagen wurde Henry Gawlick 1986 Mitarbeiter des Stadtmuseums in Hagenow. Von 1988 bis 1994 war er wissenschaftlicher Mitarbeiter am Wossidlo-Archiv an der Universität Rostock. 1994 wurde er zum Direktor des Museums in Hagenow berufen. Unter seiner Leitung wurde das Museum erfolgreich auf die Erforschung der jüdischen Geschichte in Hagenow ausgerichtet. 2012 erhielt Henry Gawlick den Kulturpreis des Landes Mecklenburg-Vorpommern.

## Werke
- 1988 Mecklenburgische Ornament-Fibel
- 1992 Eigenbackt Brot: Brotbacken auf dem Lande in Mecklenburg (mit Erich Stübe, K. Karls und Ursula Becker)
- 1998 Schimmelreiter, Knapperdachs und Weihnachtsmann
- 2000 Die Bildergalerie der kleinen Leute
- 2006 Vom Korn zum Brot. Bilder aus der Griesen Gegend